# 今滝 (掛川市)
今滝（いまたき）は、静岡県掛川市にある大字。

## 地理
静岡県掛川市の南部に位置する。合併前の旧大東町においては北西部に位置していた。東西に長い形状の大字である。小笠山の山麓に位置しており、西から中央にかけてのほとんどを山林が占めている。中央から東にかけては平地が広がり、田畑や人家が見受けられる。
集落としては、隣接する大字とともに「今滝」を構成している。掛川市の自治区としては、集落としての今滝は上土方区に属している。

### 山岳
- 小笠山

## 歴史
今滝と呼ばれている地は、もともとは自然村である遠江国城東郡今滝村の一部であった。今滝村は、江戸時代に入ると横須賀藩領となり、天和2年に幕府領となり、貞享年間に幕府と旗本である室賀氏との相給領となり、元禄年間には幕府と旗本の室賀氏と長谷川氏との相給領となり、のちに旗本の城氏と室賀氏と長谷川氏との相給領となった。内山真龍の『遠江国風土記伝』によれば今滝村の石高は212石9斗1升8合であったとされている。また、今瀧寺の寺田が5石とされている。農業が盛んであり、米をはじめとする五穀、蕎麦、牛蒡、蕗、萵苣、藍、木綿などが栽培されていた。明治元年には駿府藩領となり、明治2年には静岡藩領となった。この今滝村の一部がのちの今滝に該当する。
町村制が施行された1889年（明治22年）に、この地は静岡県城東郡土方村の一部となった。その際に従来の自然村は大字とされることになり、土方村の大字として今滝が設置された。その後の度重なる市町村合併を経て、1973年（昭和48年）4月よりこの地は大東町の一部となった。のちに静岡県庁企業局により工業団地の開発が始まり、1993年（平成5年）に上土方工業団地が完成した。それに伴い、今滝の一部が単独の大字としての「上土方工業団地」として分離独立した。その後、大東町が掛川市、大須賀町と合併することになり、2005年（平成17年）4月よりこの地は掛川市の一部となった。

### 沿革
- 1871年 - 城東郡が静岡県に移管。
- 1871年 - 城東郡が浜松県に移管。
- 1876年 - 城東郡が静岡県に移管。

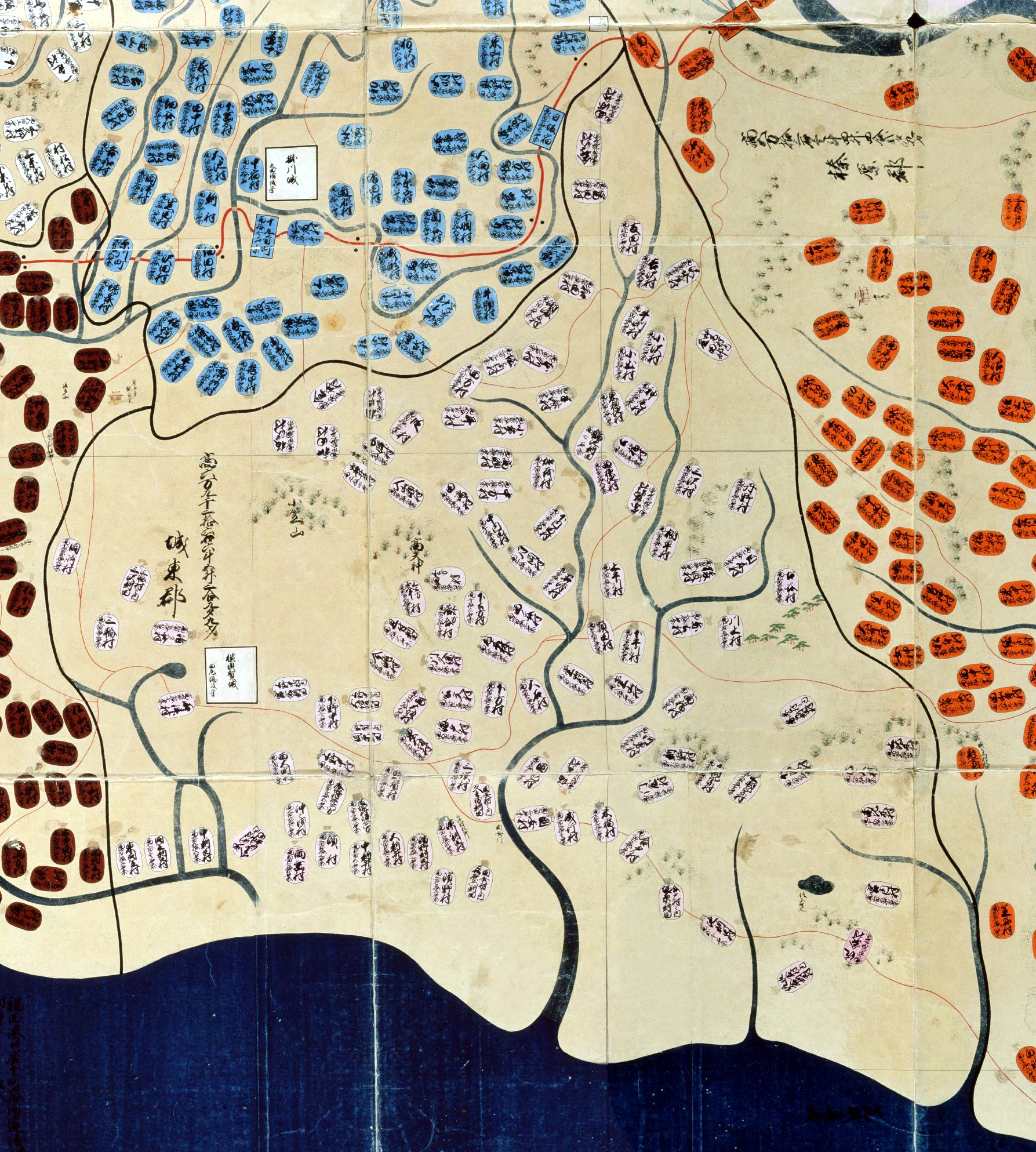
江戸時代に描かれた「遠江國」（『天保國繪圖』天保9年）。城東郡の村は薄桃色で示されており「今瀧村」がみえる

- 1889年 - 静岡県城東郡下土方村、入山瀬村、今滝村、上土方村、川久保村の大部分、中村の一部が合併して土方村を設置。土方村の大字として今滝を設置[4][7]。
- 1896年 - 静岡県佐野郡、城東郡が合併して小笠郡を設置。
- 1955年 - 静岡県小笠郡佐束村、土方村が合併して城東村を設置。
- 1973年 - 静岡県小笠郡大浜町、城東村が合併して大東町を設置。
- 1993年 - 上土方工業団地竣工[8]。
- 2005年 - 静岡県掛川市、小笠郡大東町、大須賀町が合併して掛川市を設置。

## 世帯数と人口
2024年（令和6年）11月末日現在の世帯数と人口は以下の通りである。
| 大字 | 世帯数 | 人口  |
| ---- | ------ | ----- |
| 今滝 | 49世帯 | 116人 |

## 事業所
2021年（令和3年）現在の事業所数と従業員数は以下の通りである。
| 大字 | 事業所数 | 従業員数 |
| ---- | -------- | -------- |
| 今滝 | 3事業所  | 25人     |

## 小・中学校の学区
公立小・中学校に通う場合、学区は以下の通りとなる。
| 番地 | 小学校             | 中学校             |
| ---- | ------------------ | ------------------ |
| 全域 | 掛川市立土方小学校 | 掛川市立城東中学校 |

## 施設

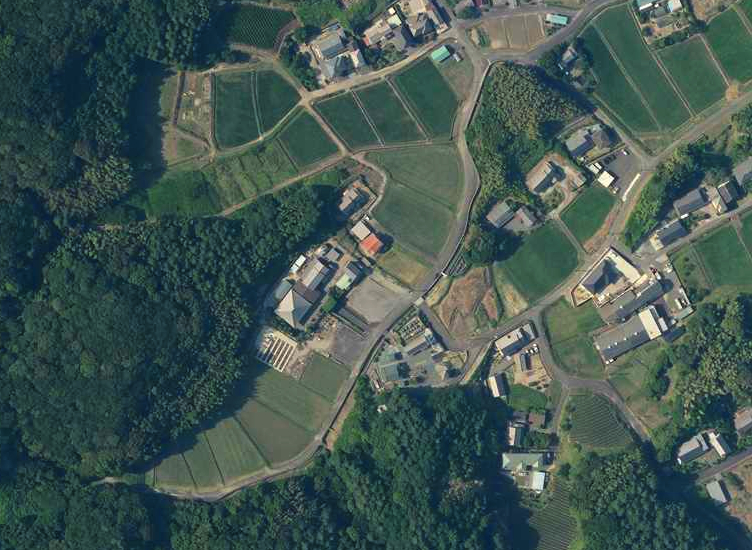
今瀧寺の航空写真（2020年6月16日撮影）

- 今滝公会堂[11]
- 小谷神社[12]
- 今瀧寺[13]

## その他

### 郵便
- 郵便番号：437-1436[14]（集配局：遠江大東郵便局）

### 警察
警察の管轄区域は以下の通りである。
| 番地 | 警察署     | 交番・駐在所 |
| ---- | ---------- | ------------ |
| 全域 | 掛川警察署 | 城東駐在所   |

### 消防
消防の管轄区域は以下の通りである。
| 番地 | 消防署・分署 | 消防団分団   |
| ---- | ------------ | ------------ |
| 全域 | 南消防署     | 大東第四分団 |

### 註釈
1. ↑  今日では「遠江国風土記伝」と表記するのが一般的であるが、1900年に発行された『逺江國風圡記傳』では「逺江國風圡記傳」との表記を用いているため、同書に関する出典表記はそれに倣った。